# Acta Palaeontologica Polonica
Acta Palaeontologica Polonica – recenzowane czasopismo naukowe o tematyce paleontologicznej, wydawane przez Instytut Paleobiologii im. Romana Kozłowskiego PAN. Jest wpisane na listę filadelfijską, ukazuje się co kwartał od 1956 roku.
Większość artykułów publikowanych jest w języku angielskim, choć niektóre starsze prace ukazywały się po polsku i francusku. Wszystkie artykuły dostępne są w formacie PDF, wiele ma również polskojęzyczne streszczenia. Prace opublikowane od 2008 roku mają przyporządkowany własny identyfikator cyfrowy DOI i są dostępne na stronie wydawcy oraz w BioOne. „Acta Palaeontologica Polonica” stosują się do zaleceń Budapest Open Access Initiative, a wszystkie wydane w nich artykuły są otwarcie dostępne i udostępniane na licencji CC-BY-2.0.
„Acta Palaeontologica Polonica” zostały założone w 1956 roku po podziale czasopisma „Acta Geologica Polonica” na dwie odrębne publikacje, gdy do redakcji tego periodyku zaczęło napływać coraz więcej prac dotyczących paleontologii. „Acta Geologica Polonica” pozostały czasopismem geologicznym, natomiast nowo założone „Acta Palaeontologica Polonica” publikowały prace paleontologiczne.
Impact factor „Acta Palaeontologica Polonica” w 2017 roku wynosi 1,877, co sytuuje je na 12. miejscu spośród 55 notowanych czasopism paleontologicznych.